# Hello (película)
Hello es un cortometraje dramático ugandés dirigido por John Martyn Ntabazi y escrito por Usama Mukwaya. Se realizó en el marco del taller MNFPAC y ganó el premio al mejor cortometraje. Debutó en 2011 en el Pearl International Film Festival. Es el primer guion de Usama.

## Sinopsis
El desarrollo invasivo de la tecnología telefónica está desequilibrando a un matrimonio. Cuando Kakumba encuentra a su esposa absorta en una conversación 'romántica' por teléfono con un desconocido, inmediatamente sospecha que su mujer le es infiel.

## Elenco
- Laura Kahunde como Rehema
- John Martyn Ntabazi
- Katushabe Siam